# Schloss Radmannsdorf

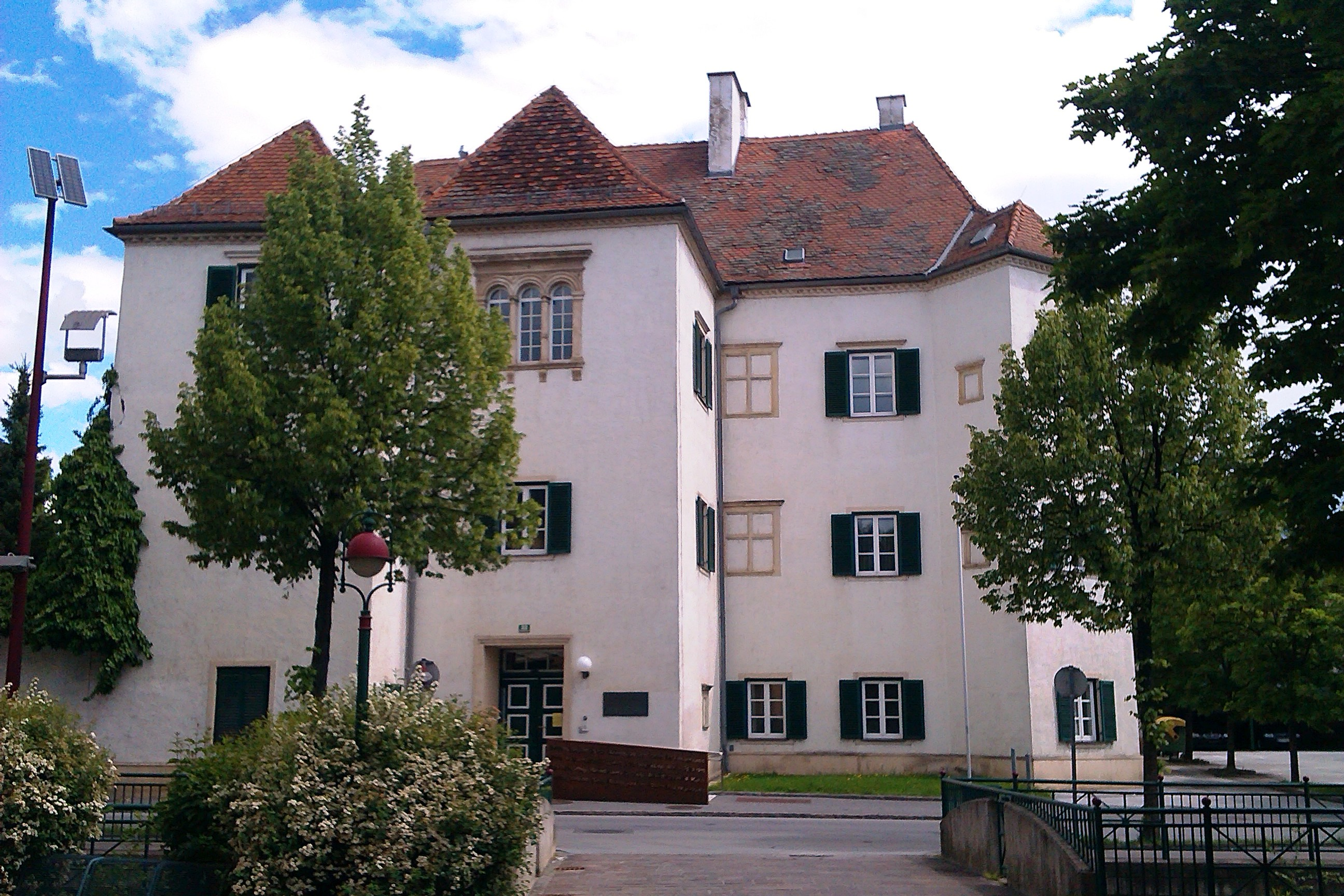
Schloss Radmannsdorf

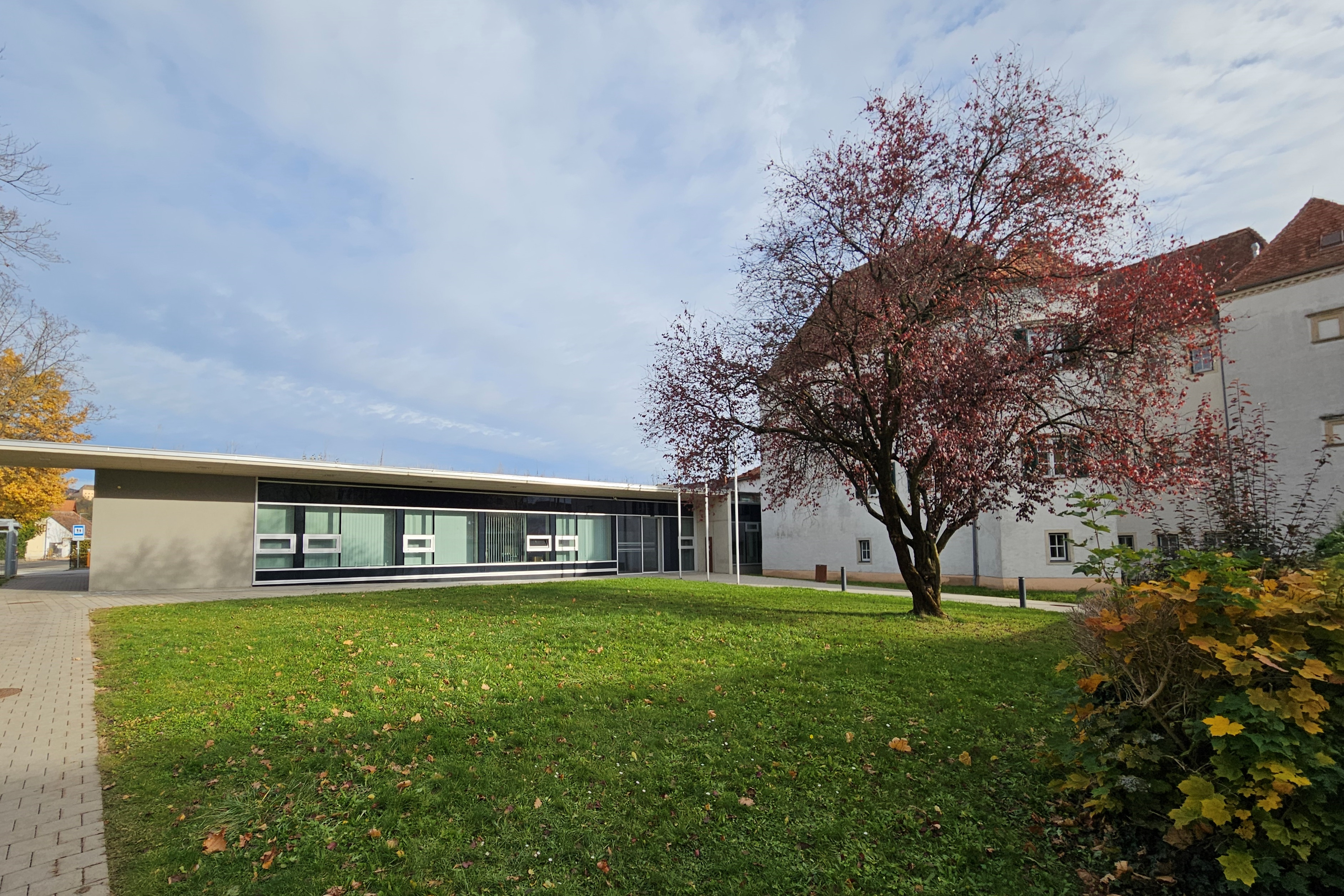
Bezirksgericht Weiz

Das Schloss Radmannsdorf (auch: Schloss Ratmannsdorf) befindet sich in der Bezirksstadt Weiz in der Steiermark.
Das Schloss wurde von 1555 bis 1565 von Otto von Radmannsdorf erbaut. Von 1623 bis 1773 wurde das Schloss vom Jesuitenorden  genutzt. 1782 erwarb Graf Khevenhüller-Metsch von Thannhausen das Schloss. Von 1842 bis 1858 wurde das Gebäude als militärische Kadettenschule verwendet. Ab 1859 befand sich das Schloss im Besitz der Stadtgemeinde Weiz, heute gehört es der BIG und ist Sitz des Bezirksgerichts Weiz.